# Abîme de Cruis
L'abîme de Cruis est un gouffre pratiquement comblé situé sur la commune de Cruis dans les Monts de Vaucluse, département des Alpes-de-Haute-Provence. La cavité est anciennement connue et signalée sur la carte de Cassini sous le nom de trou de l’Abime.

## Spéléométrie
En 1790, le gouffre atteignait la profondeur de 63 m ou 66 m. En 1888, l'abîme de Cruis « se présentait comme un gouffre spectaculaire (66 m de circonférence, 33 m de profondeur ». En 1892, le fond se situait à la cote -12 m. Aujourd'hui, l’aven ne mesure plus que 4 m de profondeur. Une tentative de désobstruction à la pelle mécanique a été effectuée par le Spéléo Club de Manosque, mais « sans résultat appréciable. »

## Géologie
La cavité s'ouvre dans les calcaires du Bédoulien.

## Description
L'abîme s'ouvre au nord du village de Cruis, sur les flancs de la montagne de Lure, près du jas Andrieu. Actuellement, il ne subsiste plus qu’une grande dépression remplie de cailloux, sa profondeur est d’environ 4 m pour une dizaine de mètres de diamètre.

## Une notoriété ancienne
Une description de l'abîme de la fin du XIXe siècle rend compte de la notoriété de la cavité. L’aven « passe pour avoir englouti, dans une nuit obscure et par une tempête un berger et son troupeau, et la légende ajoute que l’on vit, quelque temps après, sortir de la fontaine de Vaucluse le bâton du berger. La tradition raconte qu’on y précipita autrefois les femmes adultères. On lit dans l’Histoire générale de Provence, dit M. Pelloux, qu’un prêtre voulut connaître l’intérieur du gouffre et en sonder les profondeurs ; mais il fut tellement effrayé par les oiseaux nocturnes et par les spectres qu’une imagination troublée lui fit entrevoir, qu’il en devint fou le reste de ses jours. Plus tard, vers la fin du siècle dernier, M. Verdet d’Ongles, muni d’un thermomètre, d’une lanterne, d’une petite poulie, d’une longue corde terminée par une boule de plomb et d’une seconde corde plus forte, put y faire plusieurs fois des observations intéressantes ; il descendit jusqu'à 66 mètres, y resta une heure sans que sa lanterne s’éteignit et sans qu’il éprouvât la moindre gêne à respirer, et il constata que le thermomètre, qui marquait 22° centigrades à l’orifice, était descendu, au point où il était parvenu, à 8°. ».

## L'obstruction de l'abîme
L'aven de Cruis était une cavité très connue aux XVIII et XIXe siècles, mais l'acharnement des paysans enclins à boucher les trous s'ouvrant dans les zones pâturées a fini par le faire disparaître. La décision d’obturer l’abîme de Cruis aurait été prise, d’abord pour éviter les accidents et chutes de personnes ou d’animaux, mais surtout parce que l’aven servait à faire disparaître les animaux morts, ce qui risquait d’empoisonner les eaux en contrebas, celles qui alimentent les sources du village : une crainte totalement infondée lorsque l’on sait que les eaux résurgent à la fontaine de Vaucluse.

## Explorations et légendes
Selon les auteurs anciens, il sortait de l'abîme un vent continuel. Le marquis de Vernet d’Ongles aurait atteint la profondeur de 63 m en 1790. En 1799, un prêtre aventureux explore l’abîme, mais remonte terrorisé. En 1841, l'abbé Féraud écrit : « un prêtre, s'y étant fait descendre par le moyen d'une corde, il y a plus de 200 ans, fut tellement épouvanté de la quantité d'oiseau nocturnes qui voltigeaient autour de lui, et qu'il prit pour des spectres, qu'il en perdit l'esprit, et resta fou toute sa vie ». L'aven de Cruis « passe pour avoir englouti, dans une nuit obscure, et par une tempête, un berger et son troupeau, et la légende ajoute que l’on vit quelque temps après sortir de la fontaine de Vaucluse le bâton du berger. La tradition raconte qu'on y précipitait autrefois les femmes adultères ». Vers la fin du XVIIIe siècle, M. Verdet d'Ongles, muni d'un thermomètre pu faire des observations intéressantes en descendant jusqu'à la profondeur de 66 m.
Le registre paroissial de Cruis rapporte la légende d’un « berger originaire de Vaucluse qui avait conduit son troupeau à Cruis pendant la saison d’été et qui laissa par hasard tomber son bâton dans l’aven. Sa femme, qui lavait son linge dans la Sorgue, vit tout à coup flotter sur les eaux un bâton qu’elle reconnut pour être celui de son mari. Elle ne douta pas que son mari n’eût péri de mâle mort. Mais quand elle le vit revenir aux premiers froids, et qu’elle connût ce qui était arrivé, elle songea à tirer parti de cette découverte. Chaque année, quand le berger était à Cruis, il précipitait dans le gouffre un mouton du troupeau de son maître, et elle le recevait à Vaucluse et l’utilisait pour son ménage. »
Une autre légende rapportée par Eugène Plauchud de Forcalquier, « la fado de l’aven », montre que les liaisons entre l’aven de Cruis et la fontaine de Vaucluse étaient connues de longue date.

## La fin du mythe
Les légendes et explorations du XVIIIe siècle ont fait la notoriété de l’abîme de Cruis. En 1892, après deux jours d'interminable route, le spéléologue Édouard-Alfred Martel apprend que l'aven est bouché et que les gens de Cruis y ont jeté des arbres entiers, et détourné le talweg d'un ravin voisin. Pourtant, un gendarme lui a affirmé que le gouffre était encore profond de 42 m, il y a 12 ans. Lorsque Édouard-Alfred Martel arrive sur les lieux le 4 septembre 1892, il ne peut que confirmer le comblement de l'abîme par une plate-forme d'alluvions située à -12 m. Cette absence de succès à Cruis et à l'abîme de Coutelle a certainement détourné Édouard-Alfred Martel des avens de la montagne de Lure.